# Fotbalová národní liga 2012/2013
Sezóna 2012/13 byla jubilejním 20. ročníkem 2. nejvyšší české fotbalové soutěže. 2. liga začala dne 4. srpna 2012. Hrací systém byl stejný jako minulé sezóny. Každý s každým, a to jeden zápas na domácí půdě a odveta na hřišti soupeře. Sezóna byla přerušena zimní přestávkou po odehrání 15. kola. Z nejvyšší soutěže do tohoto ročníku sestoupily celky Bohemians Praha 1905 a FK Viktoria Žižkov. Naopak z ČFL postoupil tým Pardubic, který získal licenci od MFK Chrudim a z MSFL klub HFK Olomouc.
V průběhu zimní přestávky došlo rozhodnutím svazových orgánů k přejmenování soutěže na Fotbalová národní liga. Vítězem FNL se stal moravský tým 1. SC Znojmo. Druhým postupujícím se po Znojmu stal pražský Bohemians. Sestupujícími se původně měly stát jen FK Čáslav a SFC Opava, ale kvůli malému zájmu sponzorů a nedostatku peněz pro příští sezónu odstoupil ze druhé ligy tým 1. HFK Olomouc.

## Lokalizace
- Praha – Bohemians Praha 1905, FK Bohemians Praha, FK Viktoria Žižkov
- Moravskoslezský kraj – MFK Karviná, SFC Opava
- Zlínský kraj – FC Fastav Zlín
- Středočeský kraj – FK Čáslav, FC Graffin Vlašim
- Pardubický kraj – FK Pardubice
- Ústecký kraj – FK Baník Most 1909, FK Ústí nad Labem, FK Varnsdorf
- Karlovarský kraj – FK Baník Sokolov
- Olomoucký kraj – HFK Olomouc
- Jihočeský kraj – FC MAS Táborsko
- Jihomoravský kraj – 1. SC Znojmo

## Konečná tabulka
| Poř. | Tým                  | Z  | V  | R  | P  | VG | OG | B  |
| ---- | -------------------- | -- | -- | -- | -- | -- | -- | -- |
| 1.   | 1. SC Znojmo         | 30 | 17 | 7  | 6  | 45 | 24 | 58 |
| 2.   | Bohemians Praha 1905 | 30 | 16 | 8  | 6  | 50 | 25 | 56 |
| 3.   | FK Baník Sokolov     | 30 | 14 | 8  | 8  | 36 | 26 | 50 |
| * 4. | 1. HFK Olomouc       | 30 | 15 | 5  | 10 | 41 | 44 | 50 |
| 5.   | FK Varnsdorf         | 30 | 15 | 4  | 11 | 49 | 37 | 49 |
| 6.   | FC Fastav Zlín       | 30 | 14 | 6  | 10 | 49 | 37 | 48 |
| 7.   | FK Pardubice         | 30 | 14 | 4  | 12 | 47 | 31 | 46 |
| 8.   | FK Viktoria Žižkov   | 30 | 12 | 9  | 9  | 38 | 30 | 45 |
| 9.   | MFK OKD Karviná      | 30 | 11 | 9  | 10 | 43 | 43 | 42 |
| 10.  | FK Ústí nad Labem    | 30 | 11 | 6  | 13 | 32 | 42 | 39 |
| 11.  | FK Bohemians Praha   | 30 | 6  | 17 | 7  | 30 | 33 | 35 |
| 12.  | FC MAS Táborsko      | 30 | 8  | 10 | 12 | 35 | 42 | 34 |
| 13.  | FK Baník Most 1909   | 30 | 8  | 7  | 15 | 33 | 48 | 31 |
| 14.  | FC Graffin Vlašim    | 30 | 8  | 7  | 15 | 37 | 58 | 31 |
| 15.  | FK Čáslav            | 30 | 6  | 7  | 17 | 24 | 43 | 25 |
| 16.  | SFC Opava            | 30 | 5  | 6  | 19 | 34 | 60 | 21 |

|  | Postup do Synot ligy 2013/14 |
|  | Sestup do ČFL 2013/14        |
|  | Sestup do MSFL 2013/14       |

Poznámky:
- Z = odehrané zápasy; V = vítězství; R = remízy; P = prohry; VG = vstřelené góly; OG = obdržené góly; B = body
- 1. HFK Olomouc dobrovolně z finančních důvodů po sezoně odstoupil z FNL do MSFL.

## Soupisky mužstev

### 1. SC Znojmo
Vlastimil Hrubý (30/0/16) –
Aleksa Andrejić (1/0),
Muamer Avdić (15/1),
Radek Buchta (27/2),
Tomáš Cihlář (23/0),
Marek Heinz (12/8),
David Helísek (22/1),
Josef Hnaníček (25/2),
Roman Hříbek (27/0),
Todor Jonov (27/3),
Matúš Lacko (29/4),
Tomáš Lukáš (14/0),
Dominik Mandula (12/0),
Zdeněk Mička (3/0),
Jan Mudra (18/1),
Radim Nepožitek (25/9),
Daniel Odehnal (10/0),
Tomáš Okleštěk (29/4),
Ondřej Sukup (15/1),
Adam Ševčík (13/2),
Jan Šilinger (10/0),
Roman Švarc (6/0),
Václav Vašíček (14/6) –
trenér Leoš Kalvoda, asistent Michal Sobota

### 1. HFK Olomouc
Michal Karabina (3/0/1),
Vojtěch Šrom (27/0/13) –
David Bednář (18/1),
Matěj Biolek (23/5),
Ondřej Buček (2/0)
David Čep (26/0),
Ondřej Čtvrtníček (26/4),
Tomáš Dadák (7/0),
Jan Holásek (2/0),
David Hornich (1/0),
Jan Hromek (26/3),
Rastislav Chmelo (28/5),
Mihailo Jovanović (11/0),
David Kobylík (28/4),
Radim Kopecký (27/0),
David Korčián (21/4),
Michal Kovář (29/5),
Jaromír Lukášek (13/0),
Ondřej Murin (19/4),
Petr Nekuda (12/1),
Ladislav Onofrej (5/0),
Gianpaolo Pezzotti (2/0),
Patrik Šimko (27/1),
Petr Štěpánek (2/0),
Jan Tögel (1/0),
Libor Žondra (26/4) –
trenér Oldřich Machala

### FC Fastav Zlín
Aleš Kořínek (30/0/7) –
Robert Bartolomeu (19/2),
Radim Bublák (11/0),
Bronislav Červenka (28/1),
Roman Dobeš (20/1),
Hynek Dvořák (1/0),
Pavel Elšík (22/2),
Tomáš Hájek (10/0),
Lukáš Holík (5/0),
Martin Hruška (26/4),
Jakub Jugas (7/0),
Zdeněk Kroča (26/4),
Lubomír Kubica (13/0),
Petr Kurtin (4/0),
Pavel Malcharek (22/8),
Michal Malý (22/1),
Róbert Matejov (16/2),
Lukáš Motal (13/2),
Lukáš Pazdera (21/0),
Tomáš Polách (23/5),
Tomáš Poznar (17/5),
Pavol Ruskovský (18/0),
Lukáš Salachna (4/0),
Lukáš Železník (29/13) –
trenér Alois Skácel

### MFK OKD Karviná
Lukáš Paleček (15/0/4),
Branislav Pindroch (1/0/0),
Matej Rakovan (14/0/4) –
Aleš Besta (21/5),
René Bolf (8/0),
Elvist Ciku (29/7),
Ondřej Cverna (17/0),
Václav Cverna (16/0),
Matěj Fiala (12/2),
Roman Fischer (23/3),
Michal Gonda (12/0),
Peter Hoferica (8/0),
Josef Hoffmann (25/0),
Jiří Homola (12/2),
Jakub Hottek (22/2),
Tomáš Hrtánek (6/1),
Václav Juřena (5/0),
Tomáš Knötig (22/0),
Lukáš Kurušta (1/0),
Emil Le Giang (1/0),
Jakub Legierski (6/0),
Martin Limanovský (16/1),
David Mikula (28/2),
Vladimír Mišinský (16/10),
Antonín Presl (8/2),
Erik Puchel (1/0),
David Puškáč (4/0),
Mariusz Sobala (7/0),
Ibrahim Škahić (1/0),
Richard Vaněk (21/1),
Richard Vaclík (7/0),
Admir Vladavić (15/3),
Pavel Vrána (12/2),
Petr Wojnar (7/0) –
trenéři Pavel Malura (1.–7. kolo), Petr Mašlej (8. kolo), Jan Pánik (9.–19. kolo) a Josef Mazura (20.–30. kolo)

### FK Ústí nad Labem
Radim Novák (26/0/5),
Zdeněk Zacharda (4/0/1) –
Ladislav Benčík (12/1),
Josef Čtvrtníček (14/0),
Petr Dragoun (10/0),
Lukáš Dvořák (25/1),
Pavel Džuban (18/0),
David Folwarczny (19/0),
Radek Gulajev (10/0),
Michal Hanich (15/2),
Martin Holek (5/1),
Marek Hovorka (22/2),
Patrik Hrošovský (28/3),
Jan Malec (1/0),
Jan Martykán (12/0),
Pavel Moulis (23/2),
Vít Pavlíček (10/0),
Jan Peterka (26/2),
Marián Štrbák (12/0),
Charles Uka (2/0),
Michal Valenta (30/3),
Richard Veverka (24/6),
Zdeněk Volek (27/7),
Michal Zeman (1984) (26/2),
Adnan Zukić (13/0) –
trenéři Svatopluk Habanec (1.–3. kolo) a Přemysl Bičovský (4.–30. kolo)

### SFC Opava
David Hampel (5/0/0),
Josef Květon (22/0/3),
Otakar Novák (3/0/0) –
Tomáš Binar (3/0),
Marcel Cudrák (1/0),
Ján Čarnota (5/0),
Jakub Dohnálek (4/0),
Ondřej Ficek (22/2),
Matěj Hrabina (20/0),
David Jukl (3/0),
Václav Jurečka (12/3),
Jaroslav Kostelný (17/3),
Lukáš Krčmařík (8/0),
Radek Kuděla (8/0),
Radovan Lokša (20/2),
František Metelka (26/3),
Tomáš Mrázek (21/2),
Radek Němec (4/0),
Zdeněk Partyš (25/3),
Petr Pomp (5/0),
Roman Potočný (7/0),
Hynek Prokeš (20/5),
Tomas Radzinevičius (14/3),
Lumír Sedláček (28/3),
Jan Schaffartzik (12/0),
Jakub Swiech (6/0),
Michal Šrom (23/1),
Marián Štrbák (14/0),
Martin Uvíra (9/0),
Robin Wirth (22/1),
Václav Zapletal (19/2),
Dušan Žmolík (7/0) –
trenéři Josef Mazura (1.–4. kolo), David Vavruška (5.–27. kolo) a Jan Baránek (28.–30. kolo)